# Marcelo Crivella
Marcelo Bezerra Crivella GOMM • GOMA • GOMD (Rio de Janeiro, 9 de outubro de 1957) é um engenheiro, escritor religioso e político brasileiro, filiado ao Republicanos. Foi senador (2003 a 2017), ministro da Pesca e Aquicultura (2012 a 2014) e prefeito do Rio de Janeiro (2017 a 2020). Atualmente é Deputado federal pelo Rio de Janeiro. 
É bispo, atualmente licenciado, da Igreja Universal do Reino de Deus (IURD), denominação neopentecostal fundada por seu tio, Edir Macedo.
Foi eleito senador pela primeira vez 2002, com cerca 3,2 milhões de votos.[1] Em 2010, tornou-se o primeiro senador reeleito no estado do Rio de Janeiro em 24 anos. Exerceu seu mandato até sua posse como prefeito da capital fluminense, cargo para o qual foi eleito no segundo turno da eleição municipal de 2016, em disputa com Marcelo Freixo (PSOL).[8] Candidatou-se à reeleição, sendo derrotado por Eduardo Paes (DEM) no segundo turno da eleição municipal de 2020. Eleito deputado federal em 2022, foi condenado à cassação de seu mandato pela Justiça Eleitoral em 2023, decisão da qual cabe recurso.
Na manhã de 22 de dezembro de 2020, Crivella foi preso preventivamente pelo Tribunal de Justiça do Estado do Rio de Janeiro, em operação que investiga esquema de corrupção na prefeitura do Rio, sendo também afastado do cargo de prefeito pela Justiça fluminense, nove dias antes do término de seu mandato. Como o vice-prefeito Fernando Mac Dowell faleceu em maio de 2018, o presidente da Câmara Municipal do Rio, Jorge Felippe (DEM), assumiu como prefeito em exercício.

## Vida pessoal
Nascido na Policlínica de Botafogo e residente à época no bairro da Gávea, é descendente de imigrantes italianos e de migrantes nordestinos e filho único de Eris Bezerra Crivella e Mucio Crivella, ambos católicos. Frequentou a Igreja Metodista na juventude. Sua ligação com o tio, Edir Macedo, fez com que começasse a frequentar a Igreja Universal do Reino de Deus (IURD) em 1977. Depois de sua conversão começou a trabalhar na igreja recém-criada por Macedo. Após ter seu ministério aprovado, tornou-se pastor e depois foi consagrado a bispo. Trabalhou por dez anos como missionário em países da África. Sua pregação religiosa também é veiculada por radiodifusão.
É casado e tem três filhos. Formado em engenharia civil pela Universidade Santa Úrsula e Faculdade de Engenharia Civil de Barra do Piraí, atual UGB, em 1984. Trabalhou como taxista para custear os estudos universitários, e foi professor universitário em Barra do Piraí. Por conta do seu ministério religioso, tornou-se cantor e compositor, tendo 14 discos lançados, que já venderam mais de 5 milhões de cópias. Os álbuns foram lançados pela gravadora Line Records, da qual Crivella é o principal artista.

### Prisão nos anos 1990
Em outubro de 2016, a revista Veja divulgou imagens onde Crivella aparece de frente e de perfil, em duas fotos tiradas na 9ª DP (Catete) no dia 18 de janeiro de 1990. Segundo a reportagem, Crivella passou o dia na prisão e só saiu com o compromisso de voltar no dia seguinte. O inquérito policial estava guardado há 25 anos, mas não estava em um arquivo público, e sim na casa do senador. A Veja diz que ele só decidiu mostrar o inquérito depois de ser confrontado com as fotos. A revista traz as diferentes versões contadas à polícia. O vigia Nilton Linhares, que morreu em 2001, reivindicava a posse do terreno. No inquérito, o advogado dele diz que Crivella foi até o local com seus comandados, chegou arrombando o portão com um pé de cabra e seguranças armados de revólveres, ameaçando toda a família do segurança, esposa e duas filhas. Segundo a revista, foi então que a polícia teria sido chamada.
Em resposta, Crivella gravou um vídeo negando a prisão, publicado em reportagem da Globo News. "Fiquei preso um dia. Na 9ª DP, lotada de gente. E o delegado pra me constranger, malandro, ele me mandou fazer essa foto. Isso devia ser, eu cheguei lá devia ser umas seis horas da manhã, seis e meia, o dia amanhecendo cedinho", contou Crivella. "Cara, pô, você acha justo invadir um terreno da igreja, que você vai construir um templo pras pessoas pobres, pra favelado, pra miserável e, de repente os caras, é o terreno da igreja. Eu até propus a eles o seguinte: eu alugo uma casinha pra vocês, pô. Mas aqui não dá. Era um terreno caro, meu irmão. [...] Cara, teve um dia que eu tava tão revoltado, eu acordei de manhã, levei os caminhões que a gente tinha, fui pra lá, arrebentei aquela cerca, entrei lá dentro, comecei a tirar as coisas do cara, botar em cima do caminhão, não toquei nas pessoas", diz Crivella ao justificar a ação.
A publicação da Veja gerou polêmica às vésperas do segundo turno das eleições para prefeito do Rio de Janeiro. Marcello Rubioli, juiz de fiscalização eleitoral do Rio, chegou a conceder direito de resposta na revista para o candidato pastor, mas Teori Zavascki, então ministro do Supremo Tribunal Federal (STF), suspendeu a decisão. Para o ministro, "a ordem de retirada de conteúdo jornalístico [tinha] caráter de censura estatal".

### Fazenda Canãa
Na final da década de 1990, o bispo Edir Macedo, líder e fundador da IURD, convidou Marcelo Crivella para ajudar num projeto com o intuito de revitalizar a cidade de Irecê, localizada no sertão baiano. Para arrecadar os fundos necessários, Crivella lançou o CD "Mensageiro da solidariedade". Os recursos obtidos pela pela venda do CD - fontes falam em 1 milhão a 1,5 milhão de cópias - foram utilizados na compra de um terreno de 500 hectares, no qual foi instalada a "Fazenda Canãa".
O objetivo do projeto era criar uma fazenda que ajudasse a livrar o município da miséria e fome. Para tanto, a localidade teria plantações de alimentos com tecnologia de irrigação importada de Israel, moradias, escola, fábrica de extrato de tomate e uma confecção têxtil. A primeira colheita se deu um ano depois da inauguração da Fazenda, em 2001.
O projeto é de responsabilidade do Instituto Ressoar – braço social da RecordTV. A participação de Crivella no projeto social costuma ser utilizada por ele em suas propagandas eleitorais. Segundo Crivella, sua iniciativa teria levado água à cidade e livrado ela da fome, em iniciativa pioneira e num "modelo de reforma agrária", em suas próprias palavras. O jornal Folha de S.Paulo, no entanto, alega que quando Crivella iniciou o projeto da Fazenda Canãa Irecê já era uma das maiores produtoras de cenoura, cebola e beterraba irrigadas do país. O veículo de imprensa também aponta que a cidade já contava com empresas de irrigação e perfuração de poços artesianos muito antes da chegada da Universal.
Em 2013, a Comissão de Ética da Presidência da República decidiu investigar o uso da estrutura do Ministério da Pesca em benefício da Fazenda Nova Canaã. Crivella, na época, era o Ministro da Pesca. A decisão foi tomada após matéria da revista IstoÉ acusar Crivella de utilizar o Ministério para desenvolver um projeto de criação de tilápia na Fazenda Canãa. Crivella negou a utilização de dinheiro público na produção dos peixes.

## Atuação política

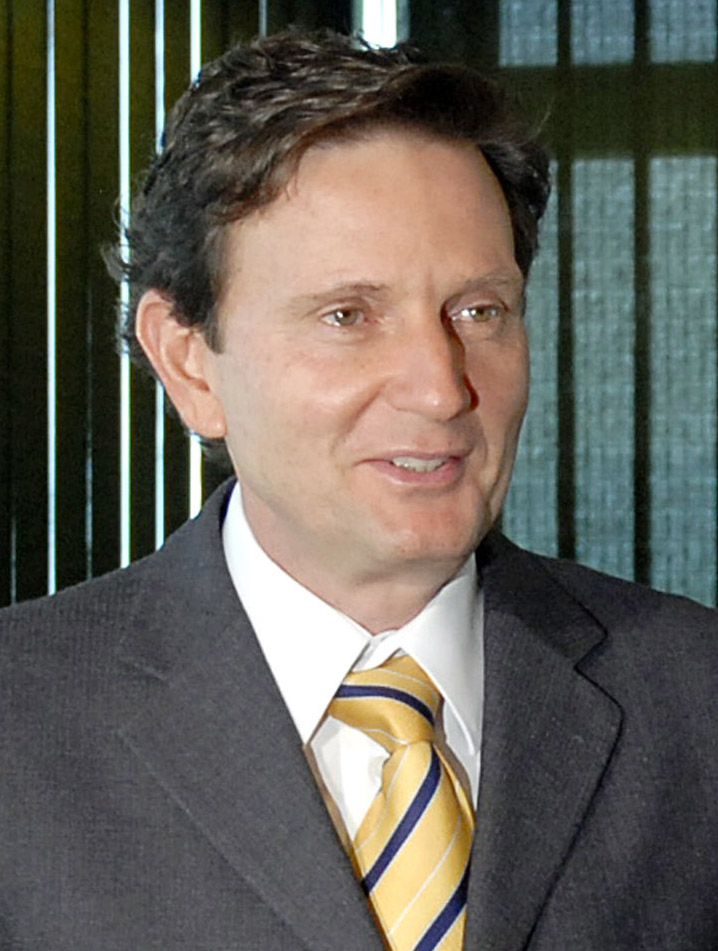
Crivella em 2006

Marcelo Crivella entrou na vida pública, postulando ao cargo de Senador da República nas eleições de 2002 pelo antigo Partido Liberal (PL). Crivella foi eleito para um mandato no período 2003-2011, e reeleito em 2010 para o período 2011-2019. Crivella candidatou-se ainda ao governo do Rio de Janeiro, em 2006 e 2014 e à prefeitura da capital em 2004, 2008 e 2016.
Em 2004 foi o segundo colocado na disputa pela prefeitura carioca, porém não conseguiu ir para o segundo turno contra Cesar Maia. Segundo Crivella, este sofreu uma perseguição por parte do jornal O Globo, que publicou diversas matérias acusando-o de fraudes.[carece de fontes?] Em 2005, em meio à crise do Mensalão, junto com o vice-presidente da República, José Alencar, entre outros políticos, cria uma dissidência dentro do PL e funda o Partido Republicano Brasileiro (PRB), partido que se denomina como centro-esquerda e que reafirma o apoio ao governo Lula.[carece de fontes?]

No ano de 2006 se candidata ao governo do estado do Rio de Janeiro, sendo apoiado pelo presidente Luiz Inácio Lula da Silva (que também apoiou o candidato Vladimir Palmeira), e na maior parte do tempo apontado pelas pesquisas como o segundo mais votado. Na última semana antes das eleições, porém, é ultrapassado pela candidata do PPS, Denise Frossard, e acaba novamente fora do segundo turno. Durante a campanha, fez duras críticas ao candidato do PMDB Sérgio Cabral, com quem acabou firmando apoio no segundo turno, e Cabral foi eleito.

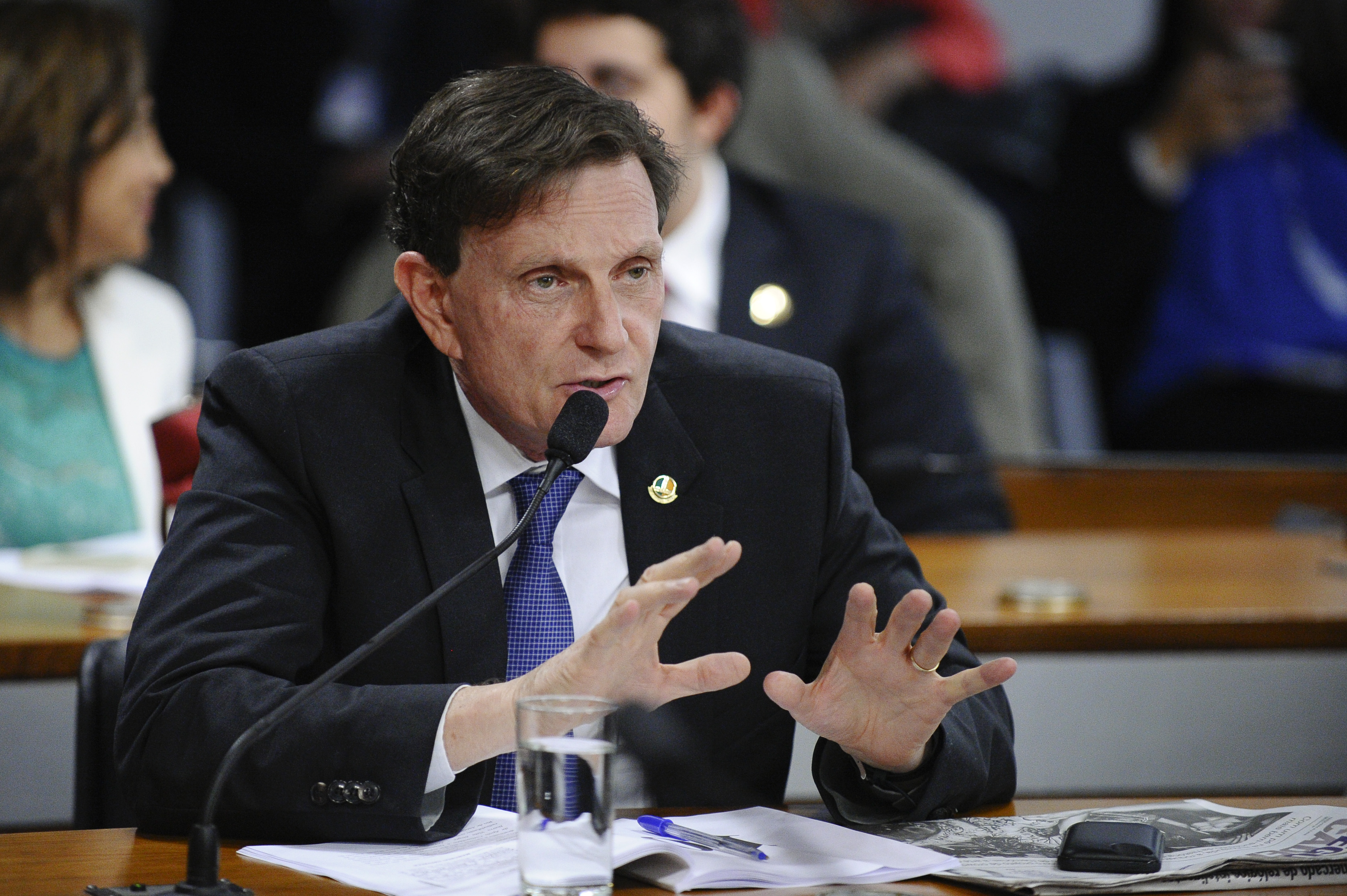
Crivella na sala de comissões do Senado Federal durante Comissão de Ciência, Tecnologia, Inovação, Comunicação e Informática (CCT)

Crivella foi candidato à prefeitura do Rio de Janeiro. Logo após ao lançamento da pré-candidatura de Fernando Gabeira, Crivella gerou polêmica em entrevista ao destacar que o deputado do PV apoia o "homem-com-homem" e a legalização da maconha.
Disputou a quarta eleição direta em 2008, pelo cargo de prefeito da capital fluminense, porém ficou em terceiro lugar no primeiro turno. Em 2010, Crivella foi eleito para o segundo mandato de senador pelo Rio de Janeiro, de 2011 a 2019.
Em 29 de fevereiro de 2012 foi escolhido para assumir o hoje extinto Ministério da Pesca e Aquicultura no governo de Dilma Rousseff. Tomou posse em 2 de fevereiro.  Durante o período em que chefiou o Ministério, Crivella teria se envolvido em várias irregularidades na contratação de serviços de instalação e substituição de vidros, colocação de películas reflexivas e atividades afins, que seriam realizadas pela Rota Nacional Comércio e Serviços. As investigações apontaram que a contração desse serviço em 2013 foi realizada sem que houvesse real necessidade para tanto. Além disso, apurou-se que o valor pago extrapolava o praticado no mercado, com sobrepreço de 411 595,00 reais às custas da União. Ademais, tais serviços se quer chegaram ser realizados. 
Para o Ministério Público Federal (MPF), o esquema fraudulento teve sucesso a partir da atuação de dois núcleos. O primeiro, composto pelo alto escalão do ministério, liderado pelo então ministro Marcelo Crivella. E o segundo, formado por um baixo escalão, que contava com a participação de servidores comissionados nomeados por Crivella. A Justiça Federal em Brasília (TRF-1), nos autos do processo de nº 1012743-15.2018.4.01.3400, acolheu o pedido do Ministério Público Federal, em caráter liminar, e determinou a indisponibilidade dos bens de Crivella. Ele deixou a Ministério da Pesca e Aquicultura em 17 de março de 2014 em uma reforma ministerial promovida pela presidente.
Em 2014, Crivella concorreu novamente ao cargo de governador do Estado do Rio de Janeiro, classificando-se em segundo lugar no primeiro turno, e obtendo mais de 44% dos votos no segundo turno.
Chegou a cogitar filiar-se ao PSB, visando as eleições para a prefeitura do Rio em 2016. Mais tarde desmentiu sua ida para o PSB, dizendo que havia recebido proposta do partido, porém optou por permanecer no PRB. Busca uma aliança com o também senador Romário (PSB) para ampliar sua votação para além dos setores evangélicos, o que teria limitado sua votação em 2004 e 2008. Mas Romário lançou sua pré-candidatura à prefeitura do Rio em 2016.
Foi o candidato mais votado para prefeito do Rio de Janeiro no primeiro turno da eleição em 2016. Disputou o segundo turno com o candidato Marcelo Freixo do PSOL, e saiu vencedor, sendo eleito o 53º prefeito do Rio. Tomou posse em 1º de janeiro de 2017.

### Senado Federal

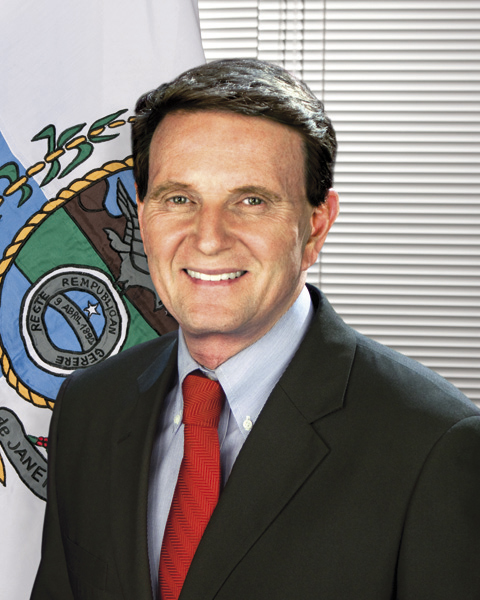
Foto oficial de Marcelo Crivella como Senador

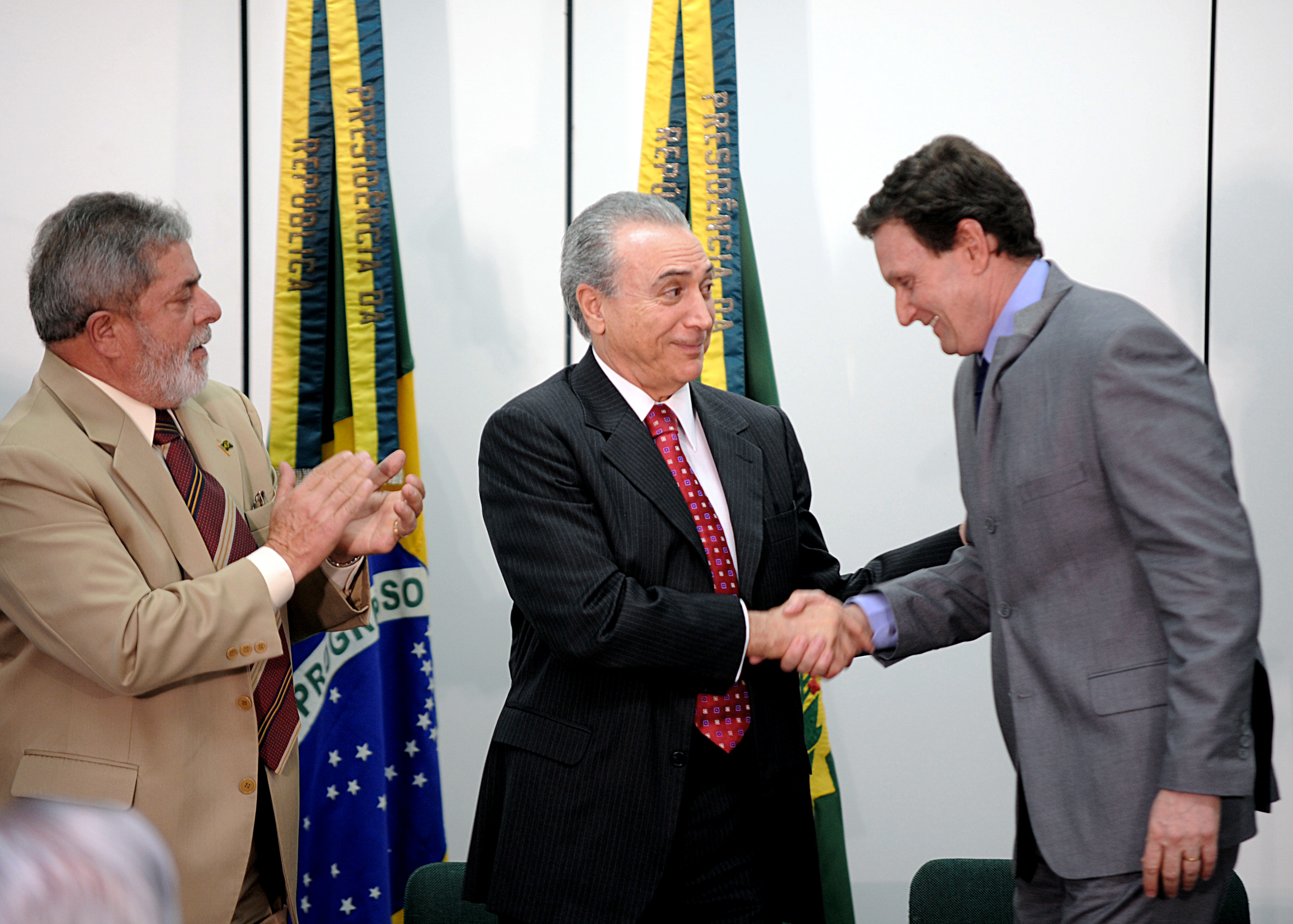
Crivella, com Lula e Michel Temer.

No Senado Federal, Crivella teve como marca a atuação junto à diáspora brasileira. Ele foi presidente da Subcomissão Permanente de Proteção dos Cidadãos Brasileiros no Exterior, subordinada à Comissão de Relações Exteriores e Defesa Nacional, da qual Crivella foi vice-presidente. Um de seus alvos foi a detenção, por período indeterminado, de cidadãos brasileiros nos Estados Unidos, acusados de serem imigrantes ilegais.
Crivella foi apontado pela ONG Transparência Brasil como o terceiro senador mais prolífico na proposição de matérias com impacto.
O senador Marcelo Crivella esteve entre os parlamentares que, na avaliação dos internautas, melhor representou a população no Congresso Nacional. O Prêmio foi entregue pelo site Congresso em Foco. Crivella recebeu três prêmios, nas seguintes categorias: Melhores Senadores do Ano, Defesa da Agropecuária e Profissionalização da Gestão Pública.
Dos 640 parlamentares que exerceram o mandato em 2015, Crivella foi o que mais aprovou leis, oito leis no total, de acordo com o site Congresso em Foco.
Como Senador, Crivella criou o projeto "Cimento Social" em 2007, que previa a reforma de 505 casas na Mangueira e Andaraí, com verbas federais. O projeto foi criticado por especialistas, que questionaram sua eficácia, tachando-o de "publicitário"; já a Comissão de Segurança Pública da Câmara dos Deputados conclui que Crivella utilizou o projeto para "se promover". Como uma das áreas beneficiadas pelo projeto se encontrava na época sob domínio do tráfico de drogas, as obras do Cimento Social foram acompanhadas pelo Exército, para garantir sua segurança. Em junho de 2008, três jovens foram detidos por militares por suposto desacato; os jovens foram então entregues pelos militares a traficantes, e horas depois encontrados mortos. Os militares confessaram o crime, e presos; o ocorrido gerou uma crise no Governo Federal, com o ministro da Defesa, Nelson Jobim indo ao Rio de Janeiro pedir desculpas, em nome do governo, às famílias dos mortos; o presidente Luiz Inácio Lula da Silva também lamentou o ocorrido. Investigação da Câmara dos Deputados concluiu que houve "uso inadequado do Exército na região". A Justiça Federal determinou a retirada dos militares da região; o Governo Federal recorreu e conseguiu que as tropas fossem mantidas, mas mas somente na rua onde as obras eram feitas. Investigação do Exército sobre o ocorrido apontou que um assessor de Crivella teria negociado com os traficantes a desmobilização das bocas de fumo perto de onde se realizavam as reformas.
Dez dias depois do ocorrido, as verbas federais foram embargadas pela Justiça. Sem verbas públicas, Crivella utilizou recursos próprios para entregar as primeiras casas. Nas eleições municipais de 2008, Crivella defendeu o seu projeto, afirmando que ele era uma "fonte de emprego", bem como prometendo que, se eleito prefeito do Rio de Janeiro, iria levar o Cimento Social para outras regiões. Sob o assassinato dos três jovens, Crivella defendeu a atuação do Exército, afirmando que esse não poderia ser responsabilizado pelo ocorrido, que seria culpa do tente que liderava os militares acusados do crime.
É também de Crivella o projeto de lei, rejeitado, que pretendia corrigir uma lacuna na constituição sobre o tema terrorismo, motivado pelas tragédias que acompanharam outros eventos esportivos. O objetivo era tipificar os atos de terrorismo, de forma a separá-los de crimes comuns. Alguns movimentos sociais afirmavam que o Congresso tinha o objetivo de criminalizar as manifestações e movimentos sociais, o que foi minimizado pelo veto parcial da então presidente Dilma em relação ao projeto aprovado (que não era o do Crivella). A definição de terrorismo segundo o projeto rejeitado era: "Provocar ou infundir terror ou pânico generalizado mediante ofensa à integridade física ou privação da liberdade de pessoa, por motivo ideológico, religioso, político ou de preconceito  racial, étnico ou xenófobo."

### Prefeito do Rio de Janeiro (2017–2020)

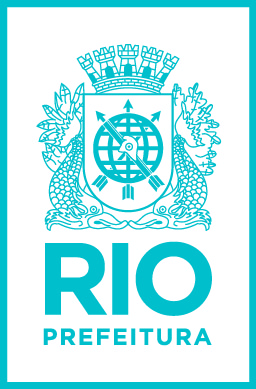
Logomarca da prefeitura do Rio de Janeiro sob sua gestão (2017-2020)

Marcelo Crivella tomou posse como prefeito no dia 1 de janeiro de 2017. Desde o início de seu mandato, alegou enfrentar problemas de caixa, e tentou reduzir gastos da máquina pública. Cortou verbas de gratificações para servidores e diminuiu de cerca de 3 mil para 1.500 o número de cargos comissionados. Mas essas medidas não foram suficientes, e faltaram recursos para setores essenciais, provocando um colapso nos hospitais municipais, devido à falta de médicos, leitos e remédios. Especialistas avaliam que o novo governo pecou no planejamento e na gestão ao substituir servidores de carreira por nomeações políticas. Em outubro de 2017, uma pesquisa realizada pelo Instituto DataFolha mostrou que a sua gestão foi considerada ruim ou péssima por 40% dos entrevistados, enquanto que 16% consideravam a sua gestão ótima ou boa.
Houve uma queda brusca em recursos para conservação de vias nos dois primeiros anos do mandato de Crivella. Os investimentos em pavimentação caíram 73%. Em 2013 e 2014, durante a gestão anterior, foram aplicados R$ 610 milhões. Em 2017 e 2018, a soma dos valores empregados caiu para R$ 164 milhões.
Apesar de prometer rigor com o setor de transportes durante a campanha, Crivella cedeu às pressões dos consórcios. O ex-assessor do vice-prefeito Fernando Mac Dowell, Atílio Flegner, acredita que a visão política de Crivella tenha sobressaído aos planos de Mac Dowell para a Secretaria de Transportes (SMTR). "O primeiro aumento, de R$ 3,60 para R$ 3,95, foi anunciado em junho do ano passado, quando o vice-prefeito tinha falecido há cerca de 20 dias", ressalta. O primeiro aumento foi fruto de acordo de Crivella com os consórcios, em meio a ameaças de paralisação e brigas judiciais. Como parte da negociação, o prefeito cedeu novo prazo para a frota ser climatizada por completo: 2020. Em fevereiro de 2019, veio o segundo reajuste, para R$ 4,05. Em dezembro de 2017, no entanto, Mac Dowell apresentou um estudo próprio que apontava a tarifa justa sendo R$ 3,09.
Sobre as obras do BRT TransBrasil, iniciadas ainda na gestão do prefeito anterior, Eduardo Paes, no final de 2014, a primeira previsão era de que seria entregue em 2016. Em agosto de 2016 sofreu a sua primeira interrupção e só foi retomada em abril de 2017, já na gestão de Crivella. Houve uma segunda suspensão dos trabalhos, que aconteceu em março de 2018, e o novo prazo de entrega passou a ser 2018. Quando anunciou a retomada das obras, no final de julho de 2018, a prefeitura divulgou um novo cronograma, agora com a previsão de que o corredor expresso fosse entregue em meados de 2019. Mas como ainda faltavam licitar três terminais — Deodoro, Missões e Margaridas —, a expetativa era que as obras se arrastassem até pelo menos 2020.
Em maio de 2019, a Avenida Niemeyer foi fechada pela Justiça do Rio, devido ao risco de deslizamentos e aos desastres ocorridos no início do ano, onde 2 pessoas morreram devido aos deslizamentos. Ao longo do ano houve investimentos de R$ 34 milhões em 56 pontos da via, e em janeiro de 2020 Crivella solicitou a reabertura da via. Em fevereiro de 2020 a prefeitura entrou com pedido no STJ para a reabertura da via, visto que o fechamento da mesma está sendo abusivo e usado politicamente contra Crivella. Em 6 de março de 2020, após 9 meses do fechamento da via, o presidente do STJ, João Otávio de Noronha, determinou a reabertura da mesma. O ministro João Noronha levou em consideração, entre outros pontos, o prejuízo à mobilidade urbana, a lesão à economia da cidade, o término das obras de geotécnica realizadas pela prefeitura e a interferência indevida do Tribunal de Justiça do Rio de Janeiro em matéria de competência da prefeitura.
Em 2019, Crivella determinou que o contrato de concessão com a LAMSA para a gestão da Linha Amarela seja cancelado. Segundo auditoria do município, foi constatado prejuízo de R$ 1,6 bilhão à população da cidade, o que foi confirmado pela CPI da Linha Amarela realizada na Câmara dos Vereadores. Se constatou que, no contato firmado com a Lamsa, foi excluída a receita com o fluxo de carros que passam pela Linha Amarela. Dessa forma,  o retorno financeiro da concessionária, que deveria ser de 10%, passou para 30%: 150 milhões de carros passaram pelos pedágios sem que isso fosse contabilizado. Ainda de acordo com a CGM, os ganhos da LAMSA com a Linha Amarela foram suficientes para que a concessão tivesse se encerrado em 2015.
As contas do governo Crivella referentes ao ano de 2019 foram reprovadas pelo Tribunal de Contas do Município do Rio de Janeiro, por 5 votos a 1. Foi a primeira vez na história que um prefeito do Rio de Janeiro teve suas contas reprovadas. As contas de 2019 apresentaram déficit de R$ 4,24 bilhões; Crivella defendeu, perante o Tribunal de Contas, que assumiu uma Administração Municipal com dificuldades financeiras e "R$ 10 bilhões de receitas a menos" que seu antecessor, em suas palavras. A decisão final sobre as contas cabe à Câmara dos Vereadores do município.
Em operação conjunta da Polícia Civil e do Ministério Público, Crivella foi preso ainda no exercício do mandato de prefeito em 22 de dezembro de 2020. Por o vice eleito em 2016 ter falecido em 2018, quem assumiu o comando municipal pelos últimos 9 dias de mandato, como prefeito interino, foi Jorge Felippe, presidente da câmara municipal de vereadores. Crivella não chegou a perder o mandato de prefeito, no entanto.

#### Reunião com funcionários da Comlurb e pedido de votos
Em setembro de 2018, em reunião com funcionários da Companhia Municipal de Limpeza Urbana (Comlurb), Crivella pediu votos para vários políticos de seu partido. Um dos políticos para o qual Crivella pediu votos foi Marcelo Hodge (PRB), seu filho, que foi apresentado no evento como pré-candidato a deputado estadual. Em vídeo da reunião, Crivella pede "humildemente" votos a seu filho, afirmando que "não é o prefeito que tá pedindo, nem é o pai do Marcelinho. É um carioca". A reunião se deu na quadra da escola de samba Estácio de Sá, e o grupo de funcionários foi para o local em carros oficiais da Comlurb. A Prefeitura do Rio afirmou que não houve qualquer ilegalidade na reunião, e que Marcelo Crivella participou do evento como convidado e fora do horário de expediente. Já o presidente da Comlurb disse que o evento foi aberto ao público, repudiando ainda "qualquer tipo de ação política".
O ocorrido motivou uma denúncia do Ministério Público Eleitoral, imputando ao Prefeito a acusação de abuso de poder econômico. Na denúncia, o MPE pediu que o mandato de Crivella fosse cassado, e que Crivella fosse declarado inelegível, bem como condenado ao pagamento de multa. No dia 24 de setembro de 2020, o Tribunal Regional Eleitoral do Rio de Janeiro (TRE-RJ) concluiu o julgamento da denúncia, e por unanimidade (7-0) declarou Marcelo Crivella inelegível por seis anos, condenando-o ainda ao pagamento de multa no valor de R$ 106 mil. O pedido de cassação foi rejeitado. Com a decisão, Crivella não poderá disputar as eleições de 2020, no qual é candidato à reeleição, a menos que a condenação seja revertida ou suspensa em instância superior. Poderá, no entanto, continuar com sua campanha enquanto não esgotar todos os recursos cabíveis junto ao Tribunal Superior Eleitoral e o Supremo Tribunal Federal. Em 13 de outubro, o Ministro Mauro Campbell Marques, do Tribunal Superior Eleitoral, concedeu liminar para suspender os efeitos da decisão do TRE-RJ enquanto o caso não for julgado pelo Plenário do Tribunal. Com a decisão, Crivella voltou a ficar elegível.

#### Ataque contra jornalista
Em abril de 2019 Marcelo Crivella se recusou a responder uma jornalista e a empurrou. Ele foi questionado sobre o fim das interdições que ocorria no Rio de Janeiro após um temporal. Marcelo Crivella acusou a repórter que trabalha na TV Globo de "fazer campanha contra o Rio de Janeiro".
Após insistência da repórter atrás da informação, Crivella virou-se de costas para a repórter e a empurrou para afastar o microfone: "Não, não quero falar com vocês". Crivella acusou a TV Globo de fazer "chantagem" e "campanha política" por mostrar os problemas da cidade do Rio de Janeiro: "o que a Globo quer é dinheiro em sua propaganda. O que ela quer é que a gente faça uma festa no Carnaval e ela possa vender R$ 240 milhões com a prefeitura pagando todo o Carnaval".
A Associação Brasileira de Jornalismo Investigativo (Abraji) divulgou uma nota: 
"[Crivella estava em] ato não condizente com os princípios constitucionais da transparência na administração pública e da garantia do acesso a informações públicas (…) A Abraji considera a atitude do prefeito diante dos questionamentos de Larissa Schmidt incompatível com seu cargo. Agentes públicos têm o dever de fornecer informações sobre suas atividades e de respeitar o trabalho dos jornalistas de levar tais informações ao público. Discriminar meios de comunicação é antidemocrático e fere a liberdade de imprensa.

#### Recolhimento de livros da Bienal do Rio de Janeiro
No dia 5 de setembro de 2019, Crivella pediu para recolher exemplares do romance gráfico dos Jovens Vingadores, intitulado "A cruzada das crianças" da Coleção Oficial de Graphic Novels da Marvel da Editora Salvat, que tem a imagem de um beijo entre dois personagens masculinos, da Bienal do Livro do Rio de Janeiro. A prefeitura carioca alegava que a obra desrespeitava artigos do Estatuto da Criança e do Adolescente (ECA), apesar dos livros estarem lacrados e o conteúdo não ter nenhuma imagem erótica, seja na capa ou nas folhas internas.
Em resposta, a Bienal disse que não iria retirar livros e que dava "voz a todos os públicos". No dia seguinte, todos os exemplares se esgotaram em pouco mais de meia hora, mas fiscais da prefeitura foram à Bienal para identificar e lacrar livros considerados "impróprios". A organização da Bienal então recorreu à Justiça para garantir "pleno funcionamento do evento" e um desembargador concedeu liminar impedindo que os livros fossem recolhidos. A Ordem dos Advogados do Brasil (OAB) também disse que prefeitura não tem poder para recolher obras literárias e a fiscalização não encontrou conteúdo em 'desacordo com a legislação'.
No sábado, no entanto, uma nova decisão do Tribunal de Justiça do Estado do Rio de Janeiro (TJ-RJ) mandou recolher livros com temática LGBT para o público jovem e infantil que não estejam lacrados. Como resposta, público da Bienal fez um 'beijaço' contra a ordem de Crivella para apreender livros. Fiscais da prefeitura foram ao evento pelo segundo dia e novamente não encontram nada de irregular. A Bienal do Livro do Rio informou que iria recorrer da decisão do TJ-RJ no Supremo Tribunal Federal (STF), "a fim de garantir o pleno funcionamento do evento e o direito dos expositores de comercializar obras literárias sobre as mais diversas temáticas – como prevê a legislação brasileira.". No dia seguinte, atendendo ao parecer da procuradora-geral, Raquel Dodge, e também da Defensoria Pública do Estado do Rio de Janeiro, o ministro Dias Toffoli, do STF, suspendeu a decisão do TJ-RJ que autorizava o recolhimento das obras, afirmando no despacho "que o regime democrático pressupõe um ambiente de livre trânsito de ideias, no qual todos tenham direito a voz".

#### Guardiões do Crivella
Em 31 de agosto de 2020, o programa RJ2 da Rede Globo denunciou que grupos de servidores públicos municipais estariam fazendo "rondas" em unidades de saúde para intimidar repórteres e pacientes. Atuando em duplas, os servidores tentariam atrapalhar as reportagens com denúncias sobre a situação da saúde pública e intimidar cidadãos para que não falem mal da prefeitura. Segundo o RJ2, o esquema era coordenado por três grupos de WhatsApp, um deles nomeado "Guardiões do Crivella". Entre os participantes de um dos grupos estaria um número de celular que seria do prefeito Marcelo Crivella. Também fariam parte do grupo secretários municipais, colaboradores diretos do prefeito Marcello Crivella e o Procurador-geral do município do Rio, Marcelo Silva Moreira Marques. Segundo a matéria, um dos servidores teria confirmado que o Crivella acompanha os grupos, incentivando sua atuação; um dos supostos envolvidos seria assessor especial do Prefeito. Ainda segundo a denúncia, a prática ocorria desde 2019, tendo sido intensificada durante a pandemia de COVID-19.
Em nota, a Prefeitura do Rio não negou a criação de tais grupos; argumentou, contudo, que eles serviriam para reforçar o atendimento unidades de saúde municipais no sentido de "melhor informar à população e evitar riscos à saúde pública". A nota ainda acusou "parte da imprensa" de veicular informações errôneas sobre as unidades de saúde, e que "uma falsa informação pode levar pessoas necessitadas a não buscarem o tratamento onde ele é oferecido, causando riscos à saúde". Marcelo Crivella inicialmente não se pronunciou sobre a denúncia; no dia seguinte, postou texto bíblico em seu perfil oficial em rede social. Posteriormente, sua assessoria oficial acusou a Globo de “fazer manipulação da notícia na porta dos hospitais”, razão pela qual os servidores da Prefeitura estariam na entrada das unidades de saúde. Segundo a nota, os funcionários teriam a função de "esclarecer a população e rebater mentiras que são repetidas no noticiário da emissora”. O comunicado ainda acusa a emissora de fazer chantagem "para que receba dinheiro de publicidade". No mesmo dia, o Prefeito postou em rede social vídeo acusando a Rede Globo de atuar "como verdadeiro partido político de oposição", disseminando notícias falsas sobre a situação das unidades de saúde. Sobre os servidores públicos, Crivella tachou a denúncia de "acusações infundadas, caluniosas e montadas", e que os funcionários atuavam como "cidadãos que comparecem para esclarecer e orientar os usuários".
A denúncia do RJ2 provocou fortes reações. O Ministério Público do Rio de Janeiro instaurou inquérito para investigar o caso, pedindo esclarecimentos ao Prefeito. O Ministério Público Federal pediu ao MP-RJ que apurasse possível crime eleitoral. A vereadora Teresa Bergher (PSDB) afirmou que iria propor a instalação de uma CPI. Já a bancada do PSOL protocolou pedido de impeachment de Crivella na Câmara Municipal, que foi rejeitado por 25 votos a 23. Entidades jornalísticas criticaram o episódio. A Associação Brasileira de Imprensa (ABI) emitiu nota afirmando que os episódios ocorridos na porta de hospitais mostram que "não estamos diante de fatos isolados, mas de uma política do prefeito pra constranger repórteres e cidadãos". Para a ABI, trata-se de um "atentado contra a democracia por parte do prefeito Marcelo Crivella". A Associação Brasileira de Jornalismo Investigativo classificou o ocorrido como "retrocesso autoritário", e uma "estratégia para minar a democracia e a liberdade de imprensa". O Repórteres sem Fronteiras considerou a denúncia "gravíssima" e disse que a "prática é incompatível com um regime democrático". Também se pronunciaram repudiando os atos a Federação Nacional dos Jornalistas, a Associação Nacional de Jornais e a Human Rights Watch.
A Polícia Civil do Estado do Rio de Janeiro iniciou operação policial - batizada de operação "Freedom" ("liberdade", em inglês) - contra a atuação dos servidores, investigando a prática dos crimes de associação criminosa, atentado contra a segurança ou o funcionamento de serviços de utilidade pública e peculato. A juíza Soraya Pina Bastos, do plantão judiciário, expediu nove mandados de busca e apreensão em endereços ligados a funcionários do esquema. Os pedidos de busca e apreensão foram requeridos pela Delegacia de Repressão as Ações Criminosas Organizadas e Inquéritos Especiais (Draco-IE). Segundo o delegado do caso, a rapidez da decisão judicial se deu em razão de temor de que os funcionários municipais destruíssem provas dos supostos crimes. Dois servidores foram levados para a delegacia para prestar esclarecimentos.
Em outubro de 2021, foi divulgado que alguns dos funcionários exonerados dos Guardiões do Crivella passaram a fazer parte do governo de Cláudio Castro (PL).

#### Acusações de corrupção e prisão
Em 2018, a Operação Lava Jato iniciou a investigação "Operação Câmbio, Desligo", que visava desarticular esquema de movimentação de recursos ilícitos no Brasil e no exterior. No curso das investigações, foi preso o doleiro Sérgio Mizrahy, que firmou delação premiada com o Ministério Público do Estado do Rio de Janeiro (MP-RJ). Em sua delação, que foi homologada pelo Tribunal de Justiça do Rio de Janeiro (TJ-RJ), Mizrahy afirmou que haveria um "balcão de negócios" dentro da Prefeitura do Município do Rio de Janeiro, comandada pelo empresário Rafael Alves, irmão do presidente da Riotur, Marcelo Alves. Segundo Mizrahy, Rafael Alves agiria em conluio com seu irmão para que empresas fossem contratadas pela Prefeitura em troca de propina. Para dificultar a identificação dos beneficiários do esquema, as empresas eram registradas em nome de "laranjas". Mizrahy não soube dizer se Crivella estaria ou não envolvido no suposto esquema. Marcelo Alves foi nomeado presidente da Riotur por Crivella, logo nos primeiros dias de seu governo; já seu irmão tinha sido doador das campanhas eleitorais de Crivella em 2014 e 2016. Ambos negam as acusações, e afirmam que as acusações são baseadas apenas no depoimento do delator.
Com base na delação de Mizrahy, o MP-RJ iniciou a operação "Hades", que teve alvo investigar supostas irregularidades na Riotur. Em 10 de março de 2020, o TJ-RJ expediu 17 mandados de busca e apreensão, que tiveram como alvos, dentre outros, a sede da Riotur e endereços ligados aos irmãos Alves. Durante as apreensões, Crivella ligou para Rafael Alves, para perguntar se a Riotur era alvo de apreensões; o celular foi atendido por um dos delegados da operação, que se identificou e explicou o que ocorria. Crivella então desligou o celular; a cena toda foi filmada pela Polícia Civil. Com a análise do conteúdo do aparelho, a investigação apontou grande proximidade entre Rafael e Crivella, que utilizaria uma sala da Riotur - apesar de não ter cargo no órgão - para receber empresários. Quinze dias depois da operação, Marcelo Alves foi exonerado do cargo de Presidente da Riotur.
Em setembro do mesmo ano, foram expedidos 22 mandados de busca e apreensão em endereços residenciais e funcionais de diversos agentes públicos, além de endereços ligados aos empresários. Dentre os locais devassados pelo órgão ministerial, se encontravam o Palácio da Cidade, local de trabalho do Prefeito do Rio de Janeiro, a sede administrativa da prefeitura, na Cidade Nova, e a residência de Crivella. Crivella teve seu celular apreendido, mas se recusou a fornecer sua senha, alegando sua utilização em outros dispositivos. Segundo o Ministério Público, Crivella não entregou seu celular, mas sim o aparelho de outra pessoa, com um chip antigo; para o MP-RJ, tal conduta teve "inequívoco intuito de obstruir e (...) dificultar ao bom andamento da investigação". Também foi alvo dos mandados Mauro Macedo, primo do bispo Edir Macedo e ex-tesoureiro de Crivella, que teve seu celular apreendido. Marcelo Crivella publicou vídeo em suas redes sociais afirmando que a operação era "estranha", considerando a proximidade do período eleitoral e o fato de ser candidato à reeleição; segundo ele, a Prefeitura não teria feito nenhum pagamento a uma das empresas investigadas. Afirmou ainda que colocaria à disposição seus sigilos bancário, telefônico e fiscal.
Em 22 de dezembro de 2020, Crivella foi preso preventivamente, acusado de ser o "vértice" e líder de uma organização criminosa que tinha como objetivo “aliciar empresários para participação nos mais variados esquemas de corrupção", segundo denúncia do Ministério Público. A organização criminosa teria arrecadado pelo menos R$ 50 milhões. A prisão de Crivella foi determinada pela desembargadora Rosa Helena Penna Macedo Guita, que determinou ainda seu afastamento do cargo de Prefeito, argumentando que a manutenção de Crivella em seu cargo "implicaria em riscos à ordem pública". Como o vice de Crivella, Fernando Mac Dowell, falecera em 2018, assumiu interinamente o cargo o Presidente da Câmara de Vereadores, Jorge Felippe (DEM). Ao ser preso, Marcelo Crivella afirmou que era alvo de uma "perseguição política", e que seu governo foi o que "mais atuou contra a corrupção no Rio de Janeiro". No final do mesmo dia, Crivella foi posto em prisão domiciliar pelo Presidente do Superior Tribunal de Justiça, Humberto Martins, que manteve seu afastamento do cargo de Prefeito.

### Câmara dos Deputados e cassação (2023)
Crivella foi eleito deputado federal do Rio de Janeiro pelo Republicanos nas eleições de 2022, obtendo 110.450 votos. No entanto, em abril de 2023, poucos meses após sua posse, a juíza eleitoral Márcia Santos Capanema julgou parcialmente procedente, em primeira instância, uma ação movida por Eduardo Paes contra Crivella devido a abuso de poder econômico, desconsiderando a acusação de abuso de poder político, durante a eleição municipal de 2020, na campanha de Crivella distribuiu 1,5 milhão de panfletos com notícias falsas sobre Paes, acusando-o de ser ligado ao PSOL, apoiar a liberação das drogas, a legalização do aborto e a implementação do inexistente "kit gay" nas escolas; a decisão declarou Crivella inelegível pelos oito anos subsequentes a 2020, determinando a cassação de seu diploma, e consequentemente, de seu mandato como deputado federal. A candidata a vice-prefeita de Crivella em 2020, Andréa Firmo, também foi declarada inelegível e foi condenada a pagar uma multa de 42.499,50 reais, mesmo valor pago para produzir os panfletos mentirosos contra Paes, com recursos de campanha, a partir de seu CNPJ. A defesa de Crivella afirmou que a decisão não teria efeito imediato e iria recorrer, enquanto Paes comemorou a condenação de Crivella.
Em maio de 2023, Crivella foi novamente condenado, junto a seu assessor especial Marcos Luciano, à inelegibilidade por oito anos, contando a partir de 2020, à cassação de seu diploma e de seu mandato de deputado federal e também a uma multa de 433.290 reais, pela juíza eleitoral Márcia Santos Capanema, em ação movida pela coligação "É a vez do povo" (PT-PCdoB), em 2020, que acusou o ex-prefeito de "abuso de poder de autoridade e conduta vedada a agente público em campanhas eleitorais", devido a seu envolvimento no escândalo dos "Guardiões do Crivella", divulgado pela TV Globo em 2020. A coligação acusou Crivella de "monitorar e impedir a interlocução de cidadãos com profissionais de imprensa" para barrar a divulgação de informações e reportagens sobre o sistema de saúde do Rio durante o período eleitoral, utilizando assessores comissionados da prefeitura que ficaram conhecidos como Guardiões do Crivella. A defesa do ex-prefeito afirmou que já recorreu da decisão.
Em 8 de outubro de 2024, o Tribunal Regional Eleitoral do Rio de Janeiro (TRE-RJ) decidiu declarar Crivella inelegível por oito anos a partir das eleições de outubro de 2020, devido aos crimes de abuso de poder político e econômico nas eleições municipais de 2016 e 2020. Com a sentença, Crivella e Rafael Alves, além da inegibilidade, foram multados em R$ 106.410 cada um. A maioria dos desembargadores do TRE concordou com o voto do relator, Rafael Estrela, que defendeu a manutenção da sentença de primeira instância, emitida em março do mesmo ano, que decretou a inelegibilidade de Crivella e Alves, além do pagamento das multas.

### Desempenho em eleições
| Ano  | Eleição                     | Candidato a      | Partido      | Coligação                                                                                           | Suplentes/Vice              | Votos     | Resultado   |
| ---- | --------------------------- | ---------------- | ------------ | --------------------------------------------------------------------------------------------------- | --------------------------- | --------- | ----------- |
| 2002 | Estadual do Rio de Janeiro  | Senador          | PL           | Sem coligação                                                                                       | Eraldo Macedo (PL)          | 3 243 289 | Eleito      |
| 2004 | Municipal do Rio de Janeiro | Prefeito         | PL           | Todos Pela Paz (PL / PSL / PRP)                                                                     | Káthia Koslowski (PSL)      | 753 189   | 2º colocado |
| 2006 | Estadual do Rio de Janeiro  | Governador       | PRB          | (PRB / PTN / PRTB)                                                                                  | José Carlos de Assis (PRTB) | 1 531 431 | 3º colocado |
| 2008 | Municipal do Rio de Janeiro | Prefeito         | PRB          | Vamos arrumar o Rio (PR / PSDC / PRTB / PRB)                                                        | Jimmy Pereira (PRTB)        | 625 237   | 3º colocado |
| 2010 | Estadual do Rio de Janeiro  | Senador          | PRB          | Sem coligação                                                                                       | Eduardo Lopes (PRB)         | 3 332 886 | Eleito      |
| 2014 | Estadual do Rio de Janeiro  | Governador       | PRB          | Sem coligação                                                                                       | General Abreu (PRB)         | 3 442 713 | 2º colocado |
| 2016 | Municipal do Rio de Janeiro | Prefeito         | PRB          | Por um Rio mais humano (PRB / PTN / PR)                                                             | Fernando Mac Dowell (PR)    | 1 700 030 | Eleito      |
| 2020 | Municipal do Rio de Janeiro | Prefeito         | Republicanos | Com Deus, Pela Família e Pelo Rio (Republicanos, PODE, PTC, PMN, PRTB, PP, Patriota, Solidariedade) | Andréa Firmo (PRTB)         | 913 700   | 2º colocado |
| 2022 | Estadual do Rio de Janeiro  | Deputado Federal | Republicanos | Sem coligação                                                                                       | -                           | 110 450   | Eleito      |

## Convicções pessoais
Marcelo Crivella é reputado como um político de orientação conservadora. No entanto, ao ser eleito Prefeito do Rio de Janeiro, em 2016, rejeitou o rótulo de conservador. Um dos fundadores do PRB, Crivella afirmou que o partido é mais próximo da esquerda que do neoliberalismo. Em discurso no Senado, Crivella saudou o PCdoB, ressaltando que o Evangelho contém ensinamentos do Comunismo. O prefeito também já foi aliado do Presidente Lula, e seu partido fez parte da base de sustentação ao governo Lula. Apesar de Crivella não se considerar conservador, a imprensa aponta que a maioria dos seus votos vêm de eleitores considerados conservadores. Nas eleições municipais de 2020, Crivella buscou se aproximar do Presidente da República, Jair Bolsonaro, de orientação e eleitorado conservador.
Crivella é contra a legalização do aborto. Sobre homofobia ele esclareceu, após protestos de ativistas, que teme consequências inadvertidas da lei contra a homofobia, mas é contrário à violência homofóbica.
Em 2009, na tribuna do Senado, sobre a influência atual de Charles Darwin, Crivella disse que é criacionista e rejeita a teoria da evolução. Ele afirmou que "não há provas conclusivas de que […] uma espécie possa gerar outra espécie". Ele disse também que não existem fósseis com características de reinos animais distintos, como "seres metade anfíbio e metade ave ou peixe". O Tiktaalik já havia sido descrito em 2006.
Crivella é favorável a políticas públicas de planejamento familiar, por meio da educação sexual e esterilização, e à Lei de Biossegurança, que regulamentou as pesquisas com células-tronco.

## Controvérsias

### Ligação com a IURD
A ligação entre Marcelo Crivella e a Igreja Universal do Reino de Deus (IURD) é alvo frequente de críticas. Apesar de não ter sido comprovado, a IURD é acusada de fazer propaganda eleitoral pelo senador, o que é um crime eleitoral. Em sua estratégia, Crivella busca a independência política em relação à igreja, para atingir eleitores não fiéis. Durante um culto, Crivella diz:
Os Evangélicos ainda vão eleger um presidente da república que vai trabalhar por nossas igrejas para cumprirmos a missão de levar o evangelho a todas as nações da Terra.— Marcelo Crivella
Crivella foi investigado pelo Grupo Especial de Repressão ao Crime Organizado, sob suspeita de ter enviado dinheiro ilegalmente a paraísos fiscais por meio das empresas Unimetro e Cremo, ligadas à Igreja Universal e Rede Record. Foi investigado também em processo contra as empresas Investholding e Cableinvest, por supostos crimes contra o sistema financeiro - o caso foi arquivado por falta de provas pelo Supremo Tribunal Federal (STF) em 2006.
Crivella já foi acusado de utilizar cargos públicos para beneficiar a IURD. O projeto "Cimento social", criado por Crivella quando era Senador e que tinha como objetivo a reforma de casas em áreas de baixa renda, beneficiava famílias inscritas numa lista feita pela Igreja Universal. Após protestos, a lista foi refeita. Em 2018, quando era Prefeito do Rio de Janeiro, Crivella prometeu a pastores e líderes evangélicos facilitações de acesso a auxílios na rede municipal de saúde, como cirurgias de catarata e varizes. Segundo o Prefeito, em reunião a portas fechadas, "se os irmãos tiverem alguém na igreja com problema de catarata, se os irmãos conhecerem alguém, por favor falem com a Márcia. É só conversar com a Márcia que ela vai anotar, vai encaminhar, e daqui uma semana ou duas eles estão operando". O mesmo procedimento deveria ser feito no tratamento de varizes, apontando Crivella que os presentes na reunião deveriam falar com "a Márcia". O episódio ficou conhecido como "Fala com a Márcia", e Crivella foi acusado de utilizar a máquina pública para beneficiar lideranças evangélicas.
A Prefeitura do Rio, em nota, informou que a reunião teve como objetivo prestar contas e divulgar serviços importantes para a sociedade, entre eles o mutirão de cirurgias de catarata e o programa sem varizes. Três pedidos de impeachment de Crivella foram protocolados na Câmara Municipal do Rio de Janeiro, e uma CPI foi criada. A abertura de impeachment foi rejeitada pela Câmara Municipal, por 29 votos a 16. Já a CPI conclui não haver provas contra o prefeito Marcelo Crivella. Segundo o relatório final da Comissão, não foi encontrada "violação aos princípios da administração pública nem aos princípios de lealdade, legalidade e imparcialidade às instituições públicas".
O Ministério Público Eleitoral, por meio de sua Procuradoria Regional Eleitoral no Rio de Janeiro (PRE-RJ), pediu ao Tribunal Regional Eleitoral do Rio de Janeiro a cassação do mandato de Crivella, por uso indevido da máquina pública e abuso de poder político. Na ação é ainda requerida a declaração de inelegibilidade de Crivella por oito anos. Segundo a PRE, o encontro de Crivella com as lideranças evangélicas teve o  "claro intuito de beneficiar eleitoralmente o grupo político do prefeito, o que prejudicou a igualdade de concorrência entre os candidatos das eleições deste ano". Em nota divulgada à imprensa, a Prefeitura do Rio afirmou que Crivella "recebeu com tranquilidade" o pedido da PRE, afirmando que a acusação tem "cunho político", e que o encontro "estava previsto na agenda do Prefeito e as audiências como a ocorrida fazem parte da rotina política do Chefe do Poder Executivos". Em agosto de 2020 o processo se encontrava na fase de alegações finais.
Em 2020, a IURD foi acusada de interferir na eleição de conselheiros da Comissão de Ética dos Conselhos Tutelares do Município do Rio. Segundo denúncia apresentada ao Ministério Público do Estado do Rio de Janeiro, a votação teria sido fraudada para ampliar o domínio da Igreja Universal no órgão. A eleição se deu em janeiro de 2020, e resultou na escolha de cinco conselheiros, todos evangélicos. Logo após a eleição, a Prefeitura do Rio criou a função de "Coordenadoria de Apoio aos Conselhos Tutelares", e nomeou para ocupar o cargo ex-conselheiro e membro da IURD, que foi posteriormente afastado da função por suspeita de corrupção. Conselheiros ouvidos pelo G1 acusaram a Prefeitura de transformar os Conselhos Tutelares em "currais eleitorais". Em nota, a Prefeitura do Rio afirmou que a eleição dos conselhos é organizada pelos próprios conselheiros, sem sua interferência.

### Declarações sobre homossexuais, religiões africanas e católicos

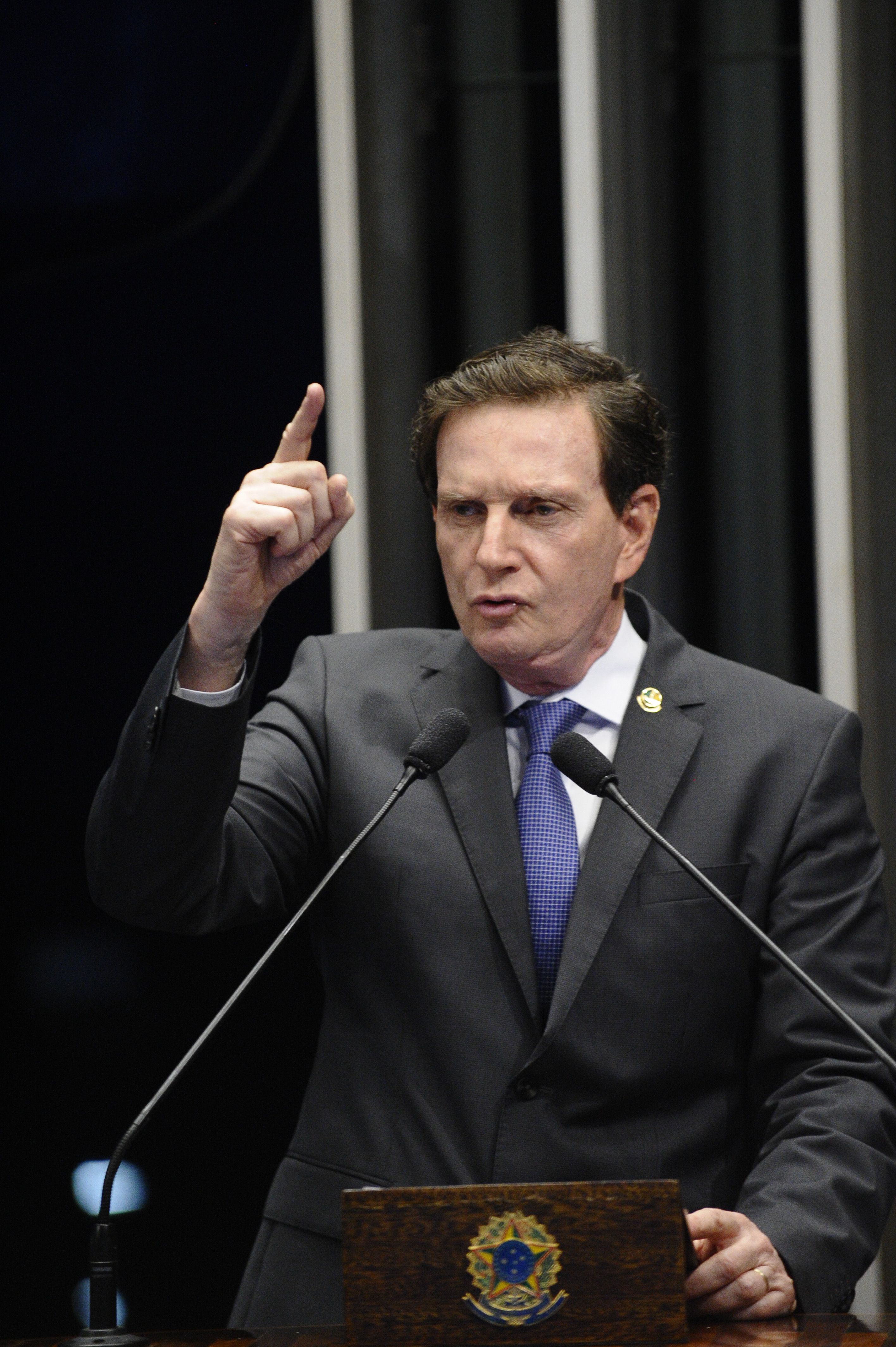
Senador Marcelo Crivella (PRB-RJ) durante discurso no plenário do Congresso Nacional durante sessão solene

Em seu livro Evangelizando a África, onde relata os dez anos em que viveu no continente, Crivella faz críticas a praticamente todas as religiões, apresentadas como "diabólicas" e classifica a homossexualidade como "conduta maligna", "terrível mal" e "condição lamentável". Na publicação, afirma que a Igreja Católica e outras religiões que se denominam cristãs "pregam doutrinas demoníacas." Segundo ele, a Igreja Católica "tem pregado para seus inocentes seguidores a adoração aos ídolos e a veneração a Maria como sendo uma deusa protetora". Crivella dispara também contra o espiritismo, o hinduísmo, o qual ele afirma que "a ênfase é sempre no derramamento de sangue seguido da ingestão do sangue quente de uma criança inocente", e religiões africanas, que, segundo o livro, abrigam "espíritos imundos"  e "permitem toda sorte de comportamento imoral, até mesmo com crianças de colo". O livro foi publicado em inglês em 1999 sob o título de Mutis, Sangomas and Nyangas: Tradition or Witchcraft? (Mutis, sangomas e nyangas: Tradição ou feitiçaria?). A edição brasileira foi lançada pela Editora Gráfica Universal, que pertence à Igreja Universal, em 2002. A obra Evangelizando a África responsabiliza práticas religiosas pelas dificuldades do continente ao dizer que "na miséria e na pobreza, vemos o ódio do diabo e seus demônios que trabalham descaradamente através de tantas seitas e religiões". Ao tratar das religiões orientais, Crivella afirma: "No mundo amarelo, os espíritos imundos vêm disfarçados de forças e energias da natureza". Situação parecida, afirma, com a verificada no "mundo vermelho", onde vivem os indianos, "escravos de uma falsa religião".
Em nota enviada ao jornal O Globo sobre o livro, Crivella disse amar "os católicos, espíritas, evangélicos e a todos" e pediu perdão caso os tenha ofendido "alguma vez". Crivella afirmou que o pedido também vale “em relação à homossexualidade”. No texto, o senador diz que o livro foi escrito "há décadas" quando ele vivia na África, "num ambiente de guerras, superstição e feitiçaria".
Durante a campanha para eleições municipais de 2016, Crivella tentou desfazer a imagem de intolerância em relação a homossexuais e a religiões de matriz africana. Além de ter se reunido com representantes de religiões e de movimentos LGBT, assinou a "Carta-compromisso com os direitos humanos contra a violência, o racismo e a intolerância religiosa", redigida pela Comissão de Combate à Intolerância Religiosa. O candidato se deixou fotografar com umbandistas e declarou apoiar a união civil de homossexuais. Ressalvou, porém, que, no casamento religioso, a "família deve ser mantida como ela é". Ele também classificou as referências ao catolicismo de "equivocadas e extremistas feitas por um jovem missionário, cujo zelo imaturo da fé, levou a cometer esse lamentável erro." O senador também disse que era "um rapazinho intolerante", quando escreveu o livro, e que não voltou a cometer os mesmos erros. "A gente aprende com o tempo", disse Crivella.
Em uma postagem no YouTube localizada pelo jornal O Estado de S. Paulo de junho de 2014 que registra Crivella durante o Cenáculo da Fé, no templo no Recreio dos Bandeirantes, na zona oeste do Rio de Janeiro, em outubro de 2012, o bispo licenciado diz: "Vocês já repararam como os homossexuais são devotados as suas mães? Já repararam como os homens que se relacionam com outros homens têm verdadeira idolatria pela imagem da sua mãezinha querida? 'Mamãe, mamãe, mamãe, minha mãezinha, minha mãezinha'. Você vê como uma criança pode sofrer no útero da mãe. [...] De tal maneira é a vida, que muitas vezes a gente acusa pessoas, às vezes acusam e tratam tão mal um homossexual sem saber os dramas que ele vive, as angústias que ele sofre, os seus problemas. Às vezes se diz: 'fulano é um pau que nasce torto, e não tem jeito'. Às vezes, a mãe tentou um aborto". A mesma lógica se aplica, segundo Crivella, a "muita gente da favela, meninos envolvidos no tráfico, nas drogas”, que nasceriam "já desesperados". "Imagina você estar no útero da sua mãe e a sua mãe, por uma série de problemas, tentar te matar, não conseguir. Como depois você vai encarar o mundo? É difícil". No vídeo, Crivella também ironiza indiretamente católicos pela forma como rezam o terço, ao falar da beleza da oração Pai Nosso. "O sujeito vai e se confessa. 'Qual o seu pecado?'. 'Eu roubei a galinha do meu vizinho' (...). 'Reza dez Pais Nossos' (gesticula como se fosse o terço) 'Pai Nosso, Pai Nosso, Pai Nosso...' Aí vai uma outra desajuizada e fala: 'eu roubei o marido da minha vizinha'. 'Então, vai rezar 500 pai nossos, sua pecadora.' 'Pai Nosso, Pai Nosso, Pai Nosso. Ai, meu Deus, Perdi a conta. Vou começar tudo de novo.', encerrou Crivella, provocando mais risos na plateia. Como resposta ao vídeo, Crivella afirmou em nota que a frase sobre homossexuais foi pinçada em um "momento eleitoral" e "mais uma vez tenta carimbar no candidato uma visão de intolerância que não corresponde à sua vida pública". Disse também que as declarações "tampouco representam o sentido da longa explanação de onde as palavras foram retiradas com objetivo político".
No segundo turno da eleição municipal de 2020, fez ataques a seu adversário, Eduardo Paes, dizendo que se este fosse eleito, iria distribuir o chamado "kit-gay". As acusações de Crivella levaram o Ministério Público eleitoral a denunciá-lo por difamação eleitoral e propaganda falsa. A justiça determinou que Crivella publicasse em sua conta oficial do Facebook um direito de resposta do PSOL após declarações falsas sobre o partido. Ao lado do Deputado Otoni de Paula, Crivella havia afirmado que Paes teria acertado a Secretaria da Educação com o partido para difundir a pedofilia nas escolas. Durante o debate realizado pela Rede Globo em 27 de novembro de 2020, afirmou que Eduardo Paes transformou a cidade na "a capital mundial do turismo gay" e que desfilava no Carnaval com o "chapeuzinho de Zé Pelintra", em referência a entidade da Umbanda cuja vestimenta inclui o chamado chapéu-panamá. A declaração foi considerada como preconceituosa por muitos seguidores de religiões de matriz africana.

### Relações com o Grupo Globo
Desde seu início de mandato como Prefeito, Marcelo Crivella teve relação conturbada com o Grupo Globo, sobretudo com o jornal O Globo e a emissora Rede Globo, a quem acusa de atuar como um "partido de oposição" a seu governo. A relação entre o Grupo Globo e Crivella já foi comparada pela imprensa a uma "guerra". Os ataques de Crivella teriam um fundo eleitoral: a disputa com a emissora supostamente atrairia o eleitorado do Presidente da República, Jair Bolsonaro.
Em junho de 2019, a Prefeitura do Rio começou a veicular peça publicitária na qual questiona lógica dos gastos de carnaval, afirmando que a Globo comercializaria "cotas milionárias" vendendo patrocínio ao evento. A Globo foi incluída no plano de mídia da campanha com outras emissoras, mas se recusou a exibir a publicidade. Segundo a emissora, o comercial traria "incorreta imputação à Globo", razão pela qual foi recusado. Afirmou ainda a Rede Globo que "não vende patrocínio do carnaval", mas sim "cotas de suas transmissões, cujos direitos compra por valores significativos".  Para a Globo, "o filme em questão faz parecer que a Globo se beneficia dos valores repassados pela prefeitura às escolas de samba, o que não é verdade".
Um mês depois, em julho de 2019, após o jornal O Globo publicar reportagens sobre uma série de obras emergenciais da Prefeitura do Rio que teriam sido realizadas sem cobertura contratual, ensejando a abertura de investigações no Tribunal de Contas do Município do Rio de Janeiro, Crivella instaurou sindicância para analisar as contratações sem licitação da Fundação Roberto Marinho feitas por seu antecessor, Eduardo Paes. Em nota, a Fundação afirmou que todos os contratos com o município “estão em perfeita conformidade com a legislação aplicável”, criticando a atuação de Crivella no caso. Já o Grupo Globo emitiu nota repudiando as acusações, afirmando que Crivella "mente e manipula fatos para esconder as graves denúncias que atingem a sua gestão”.
No final de 2019, após o jornal O Globo divulgar que o Ministério Público do Rio de Janeiro estaria investigando um suposto "balcão de negócios" na Prefeitura do Rio, Crivella proibiu que reportagem do jornal participasse de uma coletiva de imprensa. Um dia antes, ao ser questionado pelo jornal acerca da investigação do MP-RJ, Crivella postou em sua rede social e na da Prefeitura que não mais responderia ao jornal, a quem acusou de fazer "panfleto político". O jornal O Globo publicou nota na qual lamentou a decisão de Crivella, afirmando que ao não mais responder ao periódico, "o prefeito deixa de prestar esclarecimentos não ao jornal, mas à população do Rio de Janeiro, que o elegeu". Segundo pesquisa do Datafolha, o boicote de Crivella ao Globo foi rejeitado por três em cada quatro (76%) cariocas. Ainda no final de 2019, Crivella postou vídeo no qual chamou os jornalistas da Globo de "canalhas", acusando-os de agirem "porque querem dinheiro".

## Discografia
Além de político e bispo licenciado da IURD, também é músico e compositor.

### EPs
- 1992 - Aos que Sofrem (Grav. Line Records - Produzido em parceria com Tonny Sabetta)
- 1993 - Stop Suffering (Grav. UCKG Records - RSA)

### Álbuns de estúdio
- 1997 - Perfume Universal (Grav. Line Records)
- 1998 - Como Posso me Calar (Grav. Line Records)
- 1998 - África (Grav. EMI Music)
- 1999 - Tá Amarrada a Escravidão (Grav. Line Records)
- 1999 - O Mensageiro da Solidariedade (Grav. Glory Records/Sony Music)
- 2000 - Vamos Irrigar o Sertão (Grav. Nova Canaã Produções)
- 2001 - Coração a Coração (Grav. Line Records)
- 2002 - Fonte Universal (Grav. Line Records)
- 2003 - Um Grande Amor (Grav. Line Records)
- 2004 - Não se Compara (Grav. Line Records)
- 2007 - Pai (Grav. Line Records)
- 2009 - Confiar (Grav. Line Records)
- 2014 - Marcelo Crivella - 25 anos (Grav. Independente)
- 2015 - Vai Arrebentar (Grav. Independente)
- 2016 - Deus Vê (Grav. Independente)

### Coletâneas
- 2003 - Coletâneas (Vols. 1, 2 e 3) (Grav. Line Records)

## Livros
Foi o autor dos livros: Histórias de Sabedoria e Humildade, uma coleção de contos de cunho moral e religioso, Um Sonho que se Tornou Realidade, que trata do Projeto Nordeste, e Evangelizando a África, de 2002.